# 埃马纽埃尔·德叙维尔
埃马纽埃尔·伯努瓦·德叙维尔（法語：Emmanuel Benoit Desurvire，1955年6月7日—），法国物理学家，IEEE Fellow，摻鉺光纖放大器（EDFA）的先驅。

## 生平
德叙维尔生於法國布洛涅-比揚古，在巴黎Lycée Claude Bernard與巴黎第六大學求學，曾服務於史丹佛大學、貝爾實驗室與哥倫比亞大學。